# 12-sai.
12-sai. (12歳。? lett. "12enne.") è un manga scritto e disegnato da Nao Maita, serializzato sulla rivista Ciao della Shogakukan dal 2 agosto 2012. Un episodio OAV, prodotto dalla SynergySP, è stato pubblicato il 3 aprile 2014, mentre un adattamento anime, a cura della OLM, è stato trasmesso tra il 4 aprile e il 19 dicembre 2016.

## Personaggi
Hanabi Ayase (綾瀬 花日?, Ayase Hanabi)
Doppiata da: Ai Kakuma
Yūto Takao (高尾 優斗?, Takao Yūto)
Doppiato da: Sōma Saitō
Yui Aoi (蒼井 結衣?, Aoi Yui)
Doppiata da: Juri Kimura (anime), Nanami Haruno (OAV)
Kazuma Hiyama (桧山 一翔?, Hiyama Kazuma)
Doppiato da: Shun Horie (anime), Yūichi Iguchi (OAV)
Marin Ogura (小倉 まりん?, Ogura Marin)
Doppiata da: Mayuki Makiguchi
Kokoa Hamana (浜名 心愛?, Hamana Kokoa)
Doppiata da: Sayuri Hara
Ayumu Tsutsumi (堤 歩?, Tsutsumi Ayumu)
Doppiato da: Tetsuya Kakihara

## Media

### Manga
Il manga, scritto e disegnato da Nao Maita, ha iniziato la serializzazione sulla rivista Ciao della Shogakukan il 2 agosto 2012. Il primo volume tankōbon è stato pubblicato il 1º marzo 2013 e al 29 novembre 2017 ne sono stati messi in vendita in tutto tredici.

#### Volumi
| Nº | Data di prima pubblicazione | Data di prima pubblicazione | Data di prima pubblicazione |
| Nº | Giapponese                  | Giapponese                  |                             |
| -- | --------------------------- | --------------------------- | --------------------------- |
| 1  | 1º marzo 2013               | ISBN 978-4-09-135147-0      |                             |
| 2  | 1º luglio 2013              | ISBN 978-4-09-135539-3      |                             |
| 3  | 29 novembre 2013            | ISBN 978-4-09-135605-5      |                             |
| 4  | 1º luglio 2014              | ISBN 978-4-09-136276-6      |                             |
| 5  | 30 ottobre 2014             | ISBN 978-4-09-136598-9      |                             |
| 6  | 27 febbraio 2015            | ISBN 978-4-09-136730-3      |                             |
| 7  | 24 luglio 2015              | ISBN 978-4-09-137525-4      |                             |
| 8  | 25 dicembre 2015            | ISBN 978-4-09-138206-1      |                             |
| 9  | 27 aprile 2016              | ISBN 978-4-09-138324-2      |                             |
| 10 | 29 novembre 2016            | ISBN 978-4-09-138810-0      |                             |
| 11 | 1º marzo 2017               | ISBN 978-4-09-138879-7      |                             |
| 12 | 21 luglio 2017              | ISBN 978-4-09-139450-7      |                             |
| 13 | 29 novembre 2017            | ISBN 978-4-09-139597-9      |                             |

### Anime
Un OAV a cura della SynergySP è stato pubblicato in allegato al numero di maggio della rivista Ciao della Shogakukan il 3 aprile 2014. L'episodio ricopre la storia 12-sai. Kiss, kirai, suki (12歳。～キスキライスキ～?, 12-sai. Kisu kirai suki, lett. "12enne. Bacio, odio, amore"), contenuta nel primo volume del manga.
Una serie televisiva anime, intitolata 12-sai. Chiccha na mune no tokimeki (12歳。〜ちっちゃなムネのトキメキ〜? lett. "12enne. Piccolo batticuore") e prodotta dalla OLM per la regia di Seiki Taichū, è stata divisa in due parti: la prima è andata in onda dal 4 aprile al 20 giugno 2016, mentre la seconda è stata trasmessa tra il 3 ottobre e il 19 dicembre 2016. La sigla di apertura è Sweet Sensation di Rie Murakawa.

#### Episodi
| Nº | Titolo italiano (traduzione letterale) Giapponese 「Kanji」 - Rōmaji | In onda          | In onda |
| Nº | Titolo italiano (traduzione letterale) Giapponese 「Kanji」 - Rōmaji | Giapponese       |         |
| 1  | Bacio, odio, amore 「キス・キライ・スキ」 - Kisu kirai suki          | 4 aprile 2016    |         |
| 2  | Confessione 「コクハク」 - Kokuhaku                                  | 11 aprile 2016   |         |
| 3  | Doppio appuntamento 「Wデート」 - W dēto                             | 18 aprile 2016   |         |
| 4  | Triangolo 「トライアングル」 - Toraianguru                           | 25 aprile 2016   |         |
| 5  | Compleanno 「バースデー」 - Bāsudē                                   | 2 maggio 2016    |         |
| 6  | Fidanzato 「ボーイフレンド」 - Bōifurendo                            | 9 maggio 2016    |         |
| 7  | Inizio 「ハジマリ」 - Hajimari                                       | 16 maggio 2016   |         |
| 8  | Nomi 「ナマエ」 - Namae                                              | 23 maggio 2016   |         |
| 9  | Amici 「トモダチ」 - Tomodachi                                       | 30 maggio 2016   |         |
| 10 | La tessitrice e il pastore 「オリヒメヒコボシ」 - Orihime hikoboshi  | 6 giugno 2016    |         |
| 11 | Amore estivo 「ナツコイ」 - Natsukoi                                 | 13 giugno 2016   |         |
| 12 | Fuochi d'artificio 「ハナビ」 - Hanabi                               | 20 giugno 2016   |         |
| 13 | Amore, bacio, bacio!? 「スキ・キス・キス！？」 - Suki kisu kisu!?    | 3 ottobre 2016   |         |
| 14 | Rivale 「ライバル」 - Raibaru                                        | 10 ottobre 2016  |         |
| 15 | Promessa 「ヤクソク」 - Yakusoku                                     | 17 ottobre 2016  |         |
| 16 | Cuore 「ココロ」 - Kokoro                                            | 24 ottobre 2016  |         |
| 17 | Dopo la pioggia 「アメアガリ」 - Ameagari                            | 31 ottobre 2016  |         |
| 18 | Equilibrio 「バランス」 - Baransu                                    | 7 novembre 2016  |         |
| 19 | Amore non corrisposto 「カタオモイ」 - Kataomoi                      | 14 novembre 2016 |         |
| 20 | Adulti 「オトナ」 - Otona                                            | 21 novembre 2016 |         |
| 21 | Gita scolastica 「シュウガクリョコウ」 - Shūgaku ryokō               | 28 novembre 2016 |         |
| 22 | Ciao ciao 「バイバイ」 - Bai Bai                                     | 5 dicembre 2016  |         |
| 23 | Per sempre 「エイエン」 - Eien                                       | 12 dicembre 2016 |         |
| 24 | Mi piaci 「ダイスキ」 - Daisuki                                      | 19 dicembre 2016 |         |

### Videogioco
Un videogioco basato sulla serie, prodotto dalla Happinet e intitolato 12-sai. Honto no kimochi (12歳。〜ほんとのキモチ〜? lett. "12enne. Sentimenti veri"), è stato pubblicato per Nintendo DS il 18 dicembre 2014. Il giocatore può impersonare sia il personaggio Hanabi sia Yui, e il gameplay ruota attorno a una storia originale.